# Kreis- und Stadtbücherei Gummersbach
Die Kreis- und Stadtbücherei in Gummersbach ist mit ca. 40.000 Medien vor Ort und 30.000 Medien online die größte öffentliche Bibliothek des Oberbergischen Kreises und bietet neben Büchern auch digitale Angebote an (u. a. Zugang zur Onleihe und zu Filmfriend). Sie hat zudem wegen ihres umfangreichen Bestandes regionaler historischer Zeitungen eine besondere Bedeutung für die Region (vorhanden sind u. a. das „Agger-Blatt“ (1835–1842), die „Gummersbacher Zeitung“ (1870–1936) und die „Oberbergische Volkszeitung“ (ab 1949)). Sie ist aus der Zusammenlegung der ehemals selbständigen Kreisbücherei des Oberbergischen Kreises und der Stadtbücherei Gummersbach hervorgegangen.
Der heimatkundliche Bereich in der Kreis- und Stadtbücherei Gummersbach ist die Historische Bibliothek Oberberg, mit etwa 13.600 regionalgeschichtlichen Titeln, die als Teilbereiche auch das Depositum der Bibliothek des Bergischen Geschichtsvereins (Abtlg. Oberberg) und die Bibliothek der Westdeutschen Gesellschaft für Familienkunde (Abtlg. Oberberg-Mark) enthält. Der Bestand regionaler historischer Zeitungsbestände ist teilweise bis zum Jahr 1952 verfilmt, so dass auch Fotokopien erstellt werden können. Nicht verfilmte Zeitungen ab dem Jahr 1953 können händisch abfotografiert werden. Der Print-Zeitungsbestand bis zum Jahr 1952 ist allgemein nicht einsehbar.